# Pellice
Pellice je rijeka na sjeveru Italije u pokrajini Pijemont.
Ukupna duljina rijeke je 53km. Izvire na zapadnim obroncima planine Monte Granero u Kotijskim Alpama, protječe kroz gradsko područje grada Torina te u blizini gradića Villafranca Piemonte ulijeva se u rijeku Pad.
U rijeku se ulijevaju vode nekoliko potoka, kao što su Ghiacciard, Angrogna, Chiamogna te Chisone.

## Vanjske poveznice
|  | Zajednički poslužitelj ima još gradiva o temi Pellice |